# The Marfa Tapes
| Совокупная оценка | Совокупная оценка                                                                  |
| Источник          | Оценка                                                                             |
| ----------------- | ---------------------------------------------------------------------------------- |
| Metacritic        | 85/100                                                                             |
| Оценки критиков   |                                                                                    |
| Источник          | Оценка                                                                             |
| AllMusic          | 4 из 5 звёзд · 4 из 5 звёзд · 4 из 5 звёзд · 4 из 5 звёзд · 4 из 5 звёзд           |
| Paste             | 8.2/10                                                                             |
| Sputnikmusic      | 4,5 из 5 звёзд · 4,5 из 5 звёзд · 4,5 из 5 звёзд · 4,5 из 5 звёзд · 4,5 из 5 звёзд |

The Marfa Tapes — совместный студийный альбом американских кантри-музыкантов Миранды Ламберт, Джека Ингрэма и Джона Рэндолла, вышедший 7 мая 2021 года на лейбле RCA Nashville.
Стиль альбома и процесс записи были радикальным отклонением, в частности, для Ламберт, чей голос в её собственном альбоме был заметно менее сырым. Тем не менее, изменение было одобрено критиками, которые аплодировали ей как за то, что она пошла на музыкальный риск, так и всем трём артистам за содержание альбома, который отличался высоким качеством сочинения песен, содержательностью и отсутствием пустых мест.

## Об альбоме
Альбом был записан в городе Марфа на западе штата Техас (США) к концу 2020 года всего с двумя микрофонами и двумя акустическими гитарами, и имел неотшлифованное ощущение, с записями с одним дублем, сохраняющими ошибки и отрезки разговоров между тремя музыкантами, и звук костра и пустыни на заднем плане.

## Отзывы
Альбом получил положительные отзывы музыкальных критиков и интернет-изданий. Он получил 85 из 100 баллов на интернет-агрегаторе Metacritic.
Сетевое издание Pitchfork прокомментировал: «Где-то между демонстрационной коллекцией, концертным альбомом без аудитории и лоу-фай поворотом, эту музыку приятно слышать», а Variety задались вопросом, может ли это вообще быть лучшей записью Ламберт на данный момент: «И, как и её лучшие, более широкие по звучанию альбомы, она даёт всё, что может, тихо, при этом звучит так грандиозно, как если бы у неё был избыток студийной группы в работе».
Sputnikmusic дал альбому оценку 4,5 / 5: «Когда все трое играют вместе, конечный продукт настолько динамичен, насколько захватывает дух». AllMusic дал четыре из пяти звёзд, комментируя, что «Как сборник песен, он отличный, но он столь же эффективен и как альбом, поскольку трио гармонизирует и выбирает гитару с эмоциональной непосредственностью, которая придает The Marfa Tapes тёплую, резонансную непосредственность». Paste дал оценку 8,2/10, «Написание песен первоклассное, и эстетика минимализма подходит этим мелодиям так, как никогда бы не подошли более сложные аранжировки и безупречная постановка».

## Список композиций
| №                   | Название                      | Длительность |
| ------------------- | ----------------------------- | ------------ |
| 1.                  | «In His Arms»                 | 2:30         |
| 2.                  | «I Don't Like It»             | 3:18         |
| 3.                  | «The Wind's Just Gonna Blow»  | 2:32         |
| 4.                  | «Am I Right or Amarillo»      | 3:31         |
| 5.                  | «Waxahachie»                  | 3:17         |
| 6.                  | «Homegrown Tomatoes»          | 2:53         |
| 7.                  | «Breaking a Heart»            | 2:19         |
| 8.                  | «Ghost»                       | 3:00         |
| 9.                  | «Geraldene»                   | 3:08         |
| 10.                 | «We'll Always Have the Blues» | 3:57         |
| 11.                 | «Tin Man»                     | 4:25         |
| 12.                 | «Two-Step Down to Texas»      | 2:31         |
| 13.                 | «Anchor»                      | 3:21         |
| 14.                 | «Tequila Does»                | 4:00         |
| 15.                 | «Amazing Grace (West Texas)»  | 3:10         |
| Общая длительность: | Общая длительность:           | 47:52        |

## Позиции в чартах
| Чарт (2021)                              | Высшая позиция |
| ---------------------------------------- | -------------- |
| Великобритания (UK Country Albums Chart) | 7              |
| США (Billboard 200)                      | 51             |
| США (Billboard Top Country Albums)       | 7              |
| США (Billboard Folk Albums)              | 1              |